# Мартин, Салли
Салли Эрана Мартин (англ. Sally Erana Martin, 28 мая 1985; Новая Зеландия, Веллингтон) — новозеландская актриса. Наиболее известная по роли Джеммы в телесериале «Стриптиз», по роли Николь Миллер в телесериале «Шортланд-стрит», по роли Тори Хэнсон, голубого рейнджера ветра в телесериале «Могучие рейнджеры: Ниндзя Шторм», а также по многим другим.
Является одной из старейших актрис телесериала «Шортланд-стрит» в роли Николь Миллер, играя там свыше десяти лет.

## Биография
Родилась 28 мая 1985 года в Веллингтоне Новой Зеландии. У себя на родине Мартин посещала школу Chilton Saint James School (в оригинальном названии), где выступала на многочисленных фестивалях и постановках, включая национальный Шекспировский фестиваль Шейлы Винн, а также на конкурсе театрального спорта новозеландского колледжа и различных школьных спектаклей. Мартин начала сниматься в рекламах, фильмах, телесериалах в возрасте 15 лет, а также после успеха в роли Николь Миллер в телесериале «Шортланд-стрит», в роли Тори Хэнсон в Могучих рейнджерах Ниндзя Шторм,  Мартин в 2003 году впервые озвучила игру по мотивам этого же телесериала Могучие рейнджеры: Ниндзя Шторм. На 2023 год продолжает кинематографическую карьеру.

## Фильмография
| Год               | Название                              | Роль                                               |
| ----------------- | ------------------------------------- | -------------------------------------------------- |
| 2001              | Стриптиз                              | Джемма                                             |
| 2001              | Школа Атлантиды                       | Дана                                               |
| 2002              | Откровения                            | Энни                                               |
| 2002              | Убийство в Гринвиче                   | (?)                                                |
| 2005              | Проклятие Киллиана                    | Katrina                                            |
| 2005              | Могучие рейнджеры: Нинздя Шторм       | Тори Хэнсон, голубой рейнджер ветра — главная роль |
| 2005              | Могучие Рейнджеры: Дино Гром          | Тори Хэнсон, голубой рейнджер ветра, эпизод        |
| 2005              | Семь периодов с Мистером Гормсби      | Софи                                               |
| 2006              | Последняя великая погоня за улитками  | Джози Уэльс                                        |
| 2006              | Венди Ву: Королева в бою              | Тори                                               |
| 2007              | Добро пожаловать в Рай                | Саша                                               |
| 2007              | Могучие рейнджеры: Операция Овердрайв | Тори Хэнсон, голубой рейнджер ветра, эпизод        |
| 2007              | Моя история                           | Триш                                               |
| с 2009—неизвестно | Шортланд-стрит                        | Николь Миллер                                      |

### Видеоигра
- 2003 — Могучие рейнджеры: Ниндзя Шторм (голос), роль голубого рейнджера ветра

## Издательства
- Active Interest Media Inc.Black Belt.— Active Interest Media, Inc., 2003-05.— 148с. /